# Schoeblia fulleri
Schoeblia fulleri is een pissebed uit de familie Schoebliidae. De wetenschappelijke naam van de soort is voor het eerst geldig gepubliceerd in 1917 door Silvestri.